# Escola Rosselló-Pòrcel
L'escola Rosselló-Pòrcel és un centre d'educació infantil i primària de Santa Coloma de Gramenet, prop del barri d'El Fondo. Fou la primera escola de la xarxa pública catalana en aplicar la immersió lingüística en català el 1983, gràcies a l'empenta d'unes quantes famílies que volien que els seus fills fossin educats en català. La demanda social arribà fins al mateix president de la Generalitat de Catalunya, Jordi Pujol, que es comprometé a crear el centre, que fou una realitat el setembre de 1983. L'escola es creà el curs 1983-1984 amb tres unitats (P5, primer i segon d'EGB) a unes instal·lacions provisionals.
El 1983 s'havia aprovat la Llei de normalització lingüística de Catalunya i arran de l'experiència del Rosselló-Pòrcel, s'inicià un projecte pilot del Programa d'Immersió Lingüística a denou escoles de Santa Coloma. El nom del centre és en homenatge al poeta mallorquí Bartomeu Rosselló-Pòrcel.